# Copablepharon serraticornis
Copablepharon serraticornis là một loài bướm đêm trong họ Noctuidae.